# Xiangcheng, Zhoukou
Xiangcheng, tidigare känt som Siangcheng på den gamla kinesiska postkartan, är en stad på häradsnivå som lyder under Zhoukous stad på prefekturnivå i Henan-provinsen i norra Kina.
Xiangcheng är känt för att Republiken Kinas förste president, Yuan Shikai, föddes där 1859.